# Witold Knychalski

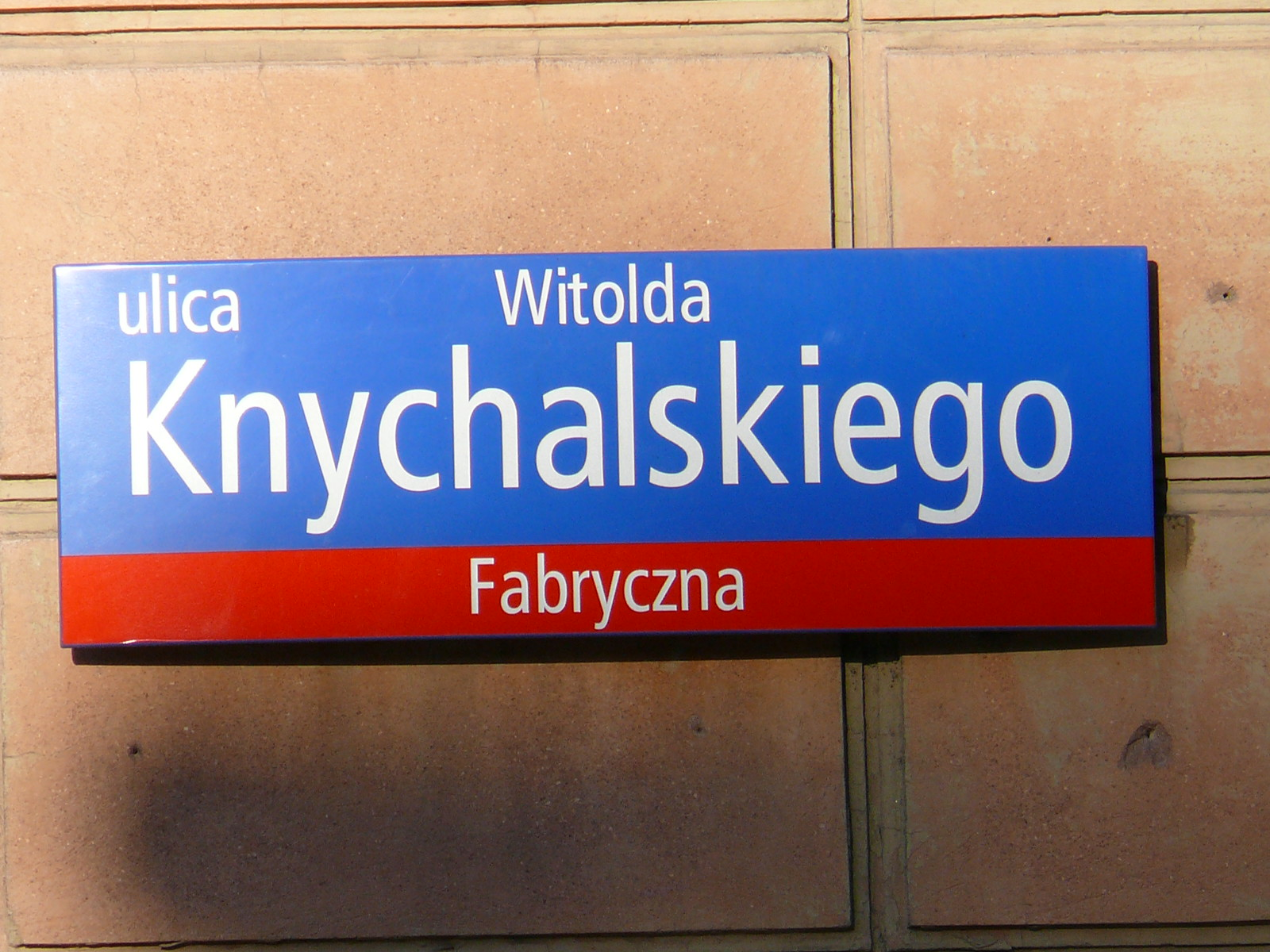
Ulica Witolda Knychalskiego w Łodzi

Witold Knychalski (ur. 13 stycznia 1954 w Chylinie, zm. 12 września 2006 w Łodzi) – polski działacz kulturalny, w latach 1996–1997 członek Krajowej Rady Radiofonii i Telewizji, pomysłodawca Festiwalu Dialogu Czterech Kultur.

## Życiorys
W 1980 ukończył studia na Wydziale Prawa Uniwersytetu Łódzkiego, odbył następnie aplikację sędziowską i adwokacką. Pracował na kierowniczych stanowiskach w różnych przedsiębiorstwach.
Od lipca 1996 do kwietnia 1997 z ramienia Senatu zasiadał w Krajowej Radzie Radiofonii i Telewizji. Następnie przez rok wchodził w skład zarządu spółki akcyjnej RUCH. Od 1998 do 2004 pełnił funkcję przewodniczącego rady nadzorczej Telewizji Polskiej. Był też w tym czasie członkiem zarządu Ośrodka Badania Opinii Publicznej.
W 2001 założył Towarzystwo na rzecz Dialogu Kultur „Łódź-Ziemia Przyszłości”. W 2004 powołał Fundację „Łódź-Ziemia Przyszłości”, organizującą Festiwal Dialogu Czterech Kultur. Działał w Polskim Związku Piłki Nożnej, był też m.in. założycielem Towarzystwa Tenisowego „Arturówek” oraz doradcą Antoniego Ptaka, ówczesnego właściciela klubu piłkarskiego ŁKS Łódź. Należał również do Stowarzyszenia Ordynacka.
W 2005 uhonorowany przez ministra kultury Srebrnym Medalem „Zasłużony Kulturze Gloria Artis”. Otrzymał nagrody im. Władysława Orkana oraz im. Włodzimierza Tetmajera, tytułu honorowego „Sternika Łodzi 2005”, medal „Zasłużony dla Tolerancji w 2004”, dyplom ministra spraw zagranicznych za wybitne zasługi dla promocji Polski w świecie.
Zmarł na chorobę nowotworową. Został pochowany na cmentarzu na Mani w Łodzi. Jego imieniem nazwano jedną z ulic w Łodzi.